# Sim Seong-yeong
Sim Seong-yeong (심성영?; Gwangju, 14 ottobre 1992) è una cestista sudcoreana.

## Carriera
Con la Corea del Sud ha disputato i Campionati mondiali del 2018.